# Wolf Diderik von der Schulenburg
Wolf Diderik lensgreve von der Schulenburg (7. juli 1731 – 3. februar 1803), var en dansk officer.
Schulenburg var søn af Werner von der Schulenburg og Cathrine Margrethe von der Schulenburg, født von Brockdorff. Han var rytterofficer og steg til generalmajor.